# John W. Rollins
John W. Rollins, född 24 augusti 1916 i Catoosa County i Georgia, död 4 april 2000 i New Castle County i Delaware, var en amerikansk republikansk politiker. Han var Delawares viceguvernör 1953–1957.
Rollins var gift tre gånger. Hans tredje hustru Michele Metrinko var Miss District of Columbia USA 1963.
Rollins efterträdde 1953 Alexis I. du Pont Bayard som Delawares viceguvernör och efterträddes 1957 av David P. Buckson. I guvernörsvalet 1960 besegrades Rollins av Elbert N. Carvel.